# Deerlijk
Deerlijk é um município belga da província de Flandres Ocidental. O município é constituído apenas pela vila de Deerlijk propriamente dita. Em 1 de Julho de 2006, o município tinha 11.357 habitantes, uma área de 16,82, o que correspondia a uma densidade populacional de 673 habitantes por km².